# 11341 Babbage
11341 Babbage este o planetă minoră (asteroid), cu un diametru de 4,404 km, din centura de asteroizi. A fost descoperită pe 3 decembrie 1996 la Prescott Observatory⁠(d) de Paul G. Comba⁠(d) și a fost numită după Charles Babbage. 
Obiectul prezintă o orbită caracterizată de o semiaxă mare de 2,3818367 UAi, o excentricitate de 0,06, o înclinație de 7,35807 ° în raport cu ecliptica.